# فرودگاه اضطراری سنکا
فرودگاه اضطراری سنکا (به انگلیسی: Seneca Emergency Airstrip) یک فرودگاه خصوصی است که یک باند فرود شن دارد و طول باند آن 685 متر است. این فرودگاه در کشور ایالات متحده آمریکا قرار دارد و در ارتفاع 1422 متری از سطح دریا واقع شده است.